# Munna minuta
Munna minuta är en kräftdjursart som beskrevs av Hansen 1916. Munna minuta ingår i släktet Munna och familjen Munnidae. Arten är reproducerande i Sverige. Inga underarter finns listade i Catalogue of Life.